# Пій III
Пій III (лат. Pius PP. III; 29 травня 1439, Сієна — 18 жовтня 1503, Рим, Папська держава) — папа римський з 22 вересня по 18 жовтня 1503 року.

## Біографія
Франческо Нанні Тодескіні-Пікколоміні народився 29 травня 1439 року в Сартеано, у регіоні Тоскана, провінція Сієна. Франческо був другим сином юриста Джованні (Нанні) Тодескіні та сестри папи Пія ІІ — Лаодомії Пікколоміні. У нього було п'ять братів і дві сестри. Він вивчав юриспруденцію у Відні та Перуджі.
1471 року був папським легатом у Регенсбурзі, а в 1494 році був з посольською місією при французькому дворі Карла VIII.
22 вересня 1503 року вибраний конклавом як новий папа. З самого початку розглядався як перехідний кандидат. Взяв собі ім'я на згадку про свого дядька. Був вже хворий на подагру, що стало напевно і причиною смерті однак породило багато чуток про отруєння.
Його поховали у соборі Святого Петра, але пізніше перенесли до Сант Андреа делла Валле, де був похований і його дядько Пій II.
Його понтифікат тривав 27 днів.